# Война аль-Вадия
Война аль-Вадия — вооружённый конфликт 1969 года между Саудовской Аравией и Народной Демократической республикой Йемен, начавшийся после того, как силы НДРЙ захватили город аль-Вадия на границе с Саудовской Аравии. Конфликт закончился 6 декабря, когда саудовские войска вернули себе контроль над аль-Вадией.

## Предыстория
Город аль-Вадия был расположен вдоль спорной границы между Южным Йеменом и Саудовской Аравией и за пятнадцать лет до того, в 1954-1955 годах, уже был местом пограничного спора между саудитами и англичанами.
Аль-Вадия ранее был частью Султаната Куайти, частью Протектората Южной Аравии, который был включен в состав Народной Демократической Республики Йемен после вывода британских войск из региона. Поэтому НДРЙ считала город частью своей территории. Однако правительство Саудовской Аравии рассматривало аль-Вадию как часть собственной территории, а границу с НДРЙ - спорной. Имелась информация о нефтяных месторождениях и запасах водных ресурсов вокруг города, что усугубляло спор.
Отношения между НДРЙ и Саудовской Аравией были невероятно напряженными, король Фейсал относился к левому правительству НДРЙ с крайней враждебностью, на что взаимностью отвечали власти НДРЙ, призывавшие к свержению монархий Персидского залива. Правительство Саудовской Аравии финансировало и вооружало южно-йеменских повстанцев и призывало их проводить рейды через границу в Южный Йемен. НДРЙ также в ноябре 1969 года обвинил правительство Саудовской Аравии в планировании дальнейших нападений.

## Ход конфликта

### Атака НДРЙ
В ноябре 1969 года саудиты построили дорогу к аль-Вадии и разместили в городе гарнизон. Правительство НДРЙ утверждало, что саудиты оккупировали аль-Вадию, чтобы обеспечить контроль над потенциальными запасами нефти в этом районе. Правительство Саудовской Аравии, в свою очередь, обвиняло НДРЙ в незаконном удержании аль-Вадии.
27 ноября 1969 года регулярные подразделения армии НДРЙ заняли аль-Вадию. Саудовские войска, дислоцированные в регионе, на тот момент были представлены лишь ополченцами, поддерживаемыми несколькими самолетами и артиллерией. Небольшая часть сил НДРЙ начала продвигаться к городу Шарура, но были остановлены.
Будучи проинформированным о продвижении войск НДРЙ, король Фейсал приказал принцу Султану ибн Абдулазизу, министру обороны и авиации, контратаковать. Султан поручил всем подразделениям в южном регионе в течение двух дней вернуть контроль над аль-Вадией.

### Саудитская контратака

#### Первая фаза: воздушные удары
Первая фаза конфликта была в основном ограничена воздушными боями, состоявшимися в конце ноября и начале декабря. В течение этого периода Ирак и Иордания попытались призвать стороны к прекращению конфликта.
Военно-воздушные силы Саудовской Аравии также провели серию бомбардировок. Бои продолжались в течение двух дней, изначально удары саудитов были направлены против солдат НДРЙ, а затем, в частности, против командования сил НДРЙ и путей снабжения.

#### Вторая фаза: наземная атака
Основная контратака саудитов была организована по двум направлениям: батальон национальной гвардии Саудовской Аравии, наряду с некоторыми другими подразделениями, выдвинулся на позиции йеменцев с запада. Вторая группа, состоящая из ссыльных йеменцев и саудовских пограничников, выдвинулась против йеменцев с востока.
В результате саудитского наступления силы НДРЙ оказались разделены на две группы. Контратака не позволила йеменцам объединить группировки. Следующий день оказался самым тяжелым: бои между саудитами и йеменцами начались на рассвете и продолжались в течение всего дня. Командир бригады НДРЙ был убит в бою, после чего йеменские силы начали отходить. Саудовские войска преследовали противника, но по приказу остановились на границе двух государств.

#### Третья фаза
Затем саудовские силы занялись зачисткой укреплений йеменцев в аль-Вадие, в ходе чего были захвачены брошенное противником оборудование.
5 декабря Саудовская Аравия объявила о полном контроле над городом и открыла его для журналистов. Саудовские войска заявили, что убили 35 солдат НДРЙ, а также указали, что они могли бы пройти к Адену, столице НДРЙ, если бы король не приказал им остановиться на границе.

## Последствия
После конфликта правительство Саудовской Аравии начало крупномасштабную программу строительства военных объектов в регионе, а также развертывание дальнейших вооруженных сил в Шаруре и вблизи аль-Вадии. Напряженность нарастала, особенно после Триполийского соглашения 1972 года, согласно которому Северный и Южный Йемен объядинились в единое государство, несмотря на протесты Саудовской Аравии. В марте 1973 года Саудовская Аравия заявила, что два йеменских МиГа атаковали аль-Вадию, хотя НДРЙ отрицал подобный инцидент и утверждал, что Саудовская Аравия искала предлог для военной интервенции. В ноябре 1977 года произошло короткое потепление отношений между двумя странами, но оно вскоре было прекращено, и послы были отозваны обеими странами. В январе 1978 года сообщалось о столкновениях, в том числе о перестрелке между йеменскими и саудовскими войсками на границе, но официально этот факт не был обнародован.
Вопрос о правах на аль-Вадию и ее окрестности был окончательно урегулирован в соответствии с Саудовско-йеменским пограничным соглашением 2000 года, в котором подтверждалась принадлежность города Саудовской Аравии.